# Ignacio Oroná
Ignacio Oroná (La Plata, provincia de Buenos Aires, 10 de marzo de 1986) es un futbolista argentino. Juega como mediocampista central y su primer equipo fue Gimnasia y Esgrima La Plata. Actualmente se desempeña en Club Atlético Villa San Carlos.